# Markus Eichler
Markus Eichler (født 18. februar 1982) er en tysk professionel cykelrytter, som cykler for det professionelle cykelhold Milram.